# Guglielmo di Rochester
Guglielmo (Perth, XII secolo – Rochester, 23 maggio 1201) fu un devoto cristiano originario di Perth, assassinato mentre si recava in pellegrinaggio in Terra santa. Fu dichiarato santo da papa Alessandro IV nel 1256.

## Biografia
In base a un racconto favoloso negli Annali della Chiesa di Rochester, scritto intorno al 1450 da Giovanni Capgrave, Guglielmo era originario di Perth e nel 1201, passando nei pressi di Rochester mentre si recava in pellegrinaggio in Terra santa, fu assassinato da un orfano che aveva raccolto e aiutato.
Una donna folle, scoperto il suo cadavere, pose una ghirlanda di caprifoglio sulla sua testa insanguinata e rinsavì: portò la notizia a Rochester e i monaci dell'abbazia della cattedrale ne recuperarono il corpo e lo seppellirono nel loro cimitero.

## Culto
Moltiplicandosi il numero di miracoli avvenuti sulla sua tomba, il vescovo di Rochester, Lorenzo di San Martino, si recò a Roma con una richiesta di canonizzazione che fu accolta.
La sua memoria è celebrata il 23 maggio.